# Crusader Kings III
A Crusader Kings III egy stratégiai szerepjáték, amely a középkorban játszódik. A játékot a Paradox Development Studio fejlesztette és a Paradox Interactive adta ki, a Crusader Kings (2004) és a Crusader Kings II (2012) folytatásaként. A játék Windowsra, macOS-re és Linuxra 2020. szeptember 1-jén jelent meg, 2022. március 29-én pedig PlayStation 5 és Xbox Series X/S konzolokra is.

## Játékmenet
A Crusader Kings III, akárcsak elődei, a Crusader Kings és a Crusader Kings II, egy stratégiai játék és dinasztiaszimulátor, amely a középkorban játszódik. A játékosok egy karakterként kezdik meg a játékot, három választható kezdőévvel: 867, 1066 vagy 1178.  A térkép körülbelül négyszer részletesebb, mint a Crusader Kings II-ben, és valamivel nagyobb is, magában foglalva Európát, Afrikát nagyjából az egyenlítőig, valamint Ázsiát egészen Tibetig. Ha a játékos karaktere meghal vagy letaszítják a trónról, a játék az örökösével folytatódik, hacsak nincs életképes örökös, ebben az esetben a játék véget ér. A játékosok évszázadokon át fejleszthetik dinasztiájukat, a játék pedig 1453-ban ér véget. A dinasztiák mellékágakat (cadet branches) hozhatnak létre, amelyek saját vezetőkkel rendelkeznek, és többnyire függetlenül működnek az anyadinasztiától. A dinasztiák fejei egy új Renown nevű erőforrást használhatnak fel hatalmuk érvényesítésére családjuk felett. Például a házak fejei felelősek lehetnek a fattyúk törvényesítéséért. A játékosok birodalmai különböző kormányzati formákkal rendelkezhetnek: hűbéri (feudal), törzsi (tribal), klánalapú (clan) vagy adminisztratív (administrative). A köztársaságok és teokráciák is léteznek a játékban, de ezek nem játszhatók. A vallás és a kultúra kulcsfontosságú elemei a játéknak. A vezetők háborúval, diplomáciával vagy intrikával érhetik el céljaikat. A játékosok zarándokutakat tehetnek és vallásháborúkat vívhatnak, sőt, teljes vallási közösségek is hadba szólíthatók keresztes háborúk, szent háborúk vagy dzsihádok formájában. A vallások Tanokkal (Tenets) rendelkeznek, amelyek minden hívő számára bónuszokat biztosítanak, valamint Doktrínákkal (Doctrines), amelyek meghatározzák a vallás álláspontját bizonyos kérdésekben, például a homoszexualitás vagy a női papság tekintetében. A vallási mechanizmusokhoz szükséges legfontosabb erőforrás a Kegyesség (Piety). A megfelelő mennyiségű kegyességgel rendelkező játékos új vallást hozhat létre vagy egy még nem reformált hitet reformálhat meg, a Tanok és Doktrínák kiválasztásával. A hadkötelezettségből behívott seregek (Levies) elsősorban alacsony minőségű gyalogos katonákból, vagyis parasztokból állnak. A magasabb színvonalú katonai egységek, például számszeríjászok és lovasság kiállításához a karaktereknek zsoldosokat (men-at-arms) kell felfogadniuk. A játékosok az udvarukban vagy birodalmukban élő, kiemelkedő harci képességekkel rendelkező karaktereket lovagokká tehetik, így azok erős harci egységekké válnak a csatatéren. A karakterek a korábbi 2D-s portrék helyett teljes alakos, 3D-s modellekkel rendelkeznek. A játékosok ruházatukat és fejfedőiket testreszabhatják a Barbershop gombra kattintva a karaktermenüben. A karaktermodellek változnak az életkor, társadalmi státusz és egészségi állapot szerint – például kipirult arcuk lesz, ha alkoholisták, vagy egyes kultúrák uralkodói páncélt viselnek, amikor hadsereget vezetnek. Akárcsak a Crusader Kings II-ben, a karaktereknek jellemvonásai (traits) vannak, amelyek befolyásolják statisztikáikat és viselkedésüket. Ha egy karakter olyan döntéseket hoz, amelyek ellentétesek a személyiségével, akkor stresszes lesz. A játék genetikai rendszere lehetővé teszi, hogy bizonyos tulajdonságok öröklődjenek az utódokban. A karakterek félelemkeltéssel tarthatják hűségben hűbéreseiket, növelve Tiszteletüket (Dread). A tisztelet nő, ha egy karakter kegyetlen tetteket hajt végre, például kivégzéseket vagy kínzásokat. A karakterek öt különböző életstílus (lifestyle) közül választhatnak, amelyek három-három fejlődési fát tartalmaznak. Ezek segítségével javíthatják képességeiket az adott életstílussal kapcsolatban.

## Fejlesztés
A játék rendezője, Henrik Fåhraeus elmondása szerint a Crusader Kings III fejlesztése „nagyjából egy évvel az Imperator előtt” kezdődött, ami 2015 körüli indulási időpontot jelent. Fåhraeus a Crusader Kings II játékmotorját összetákoltnak és „ragasztószalaggal összetartottnak” nevezte, és kifejtette, hogy az új játék egy frissített motort használ. Ez a Clausewitz Engine és a Jomini toolset, amelyek nagyobb teljesítményt biztosítanak az új funkciók futtatásához. Ahogy sok más, még fejlesztés alatt álló vagy aktívan támogatott Paradox-játék esetében, a fejlesztők a Crusader Kings III kapcsán is heti rendszerességgel fejlesztői naplót (developer diary) tesznek közzé.

## Letölthető tartalmak a játékhoz
| Tartalom neve         | Verzió             | Típus          | Megjelenési dátum    | Leírás |
| --------------------- | ------------------ | -------------- | -------------------- | --- |
| Northern Lords        | 1.3 "Corvus"       | Flavor Pack    | 2021. március 16.    | A Northern Lords kiegészítő a viking korabeli Skandináviához kapcsolódó tartalmakkal bővíti a játékot. |
| Royal Court           | 1.5 "Fleur-de-Lis" | Expansion      | 2022. február 8.     | A Royal Court kiegészítő egy testreszabható tróntermet biztosít a játékosok számára, ahol vendégeket fogadhatnak az udvarukban. |
| Fate of Iberia        | 1.6 "Castle"       | Flavor Pack    | 2022. május 31.      | A Fate of Iberia kiegészítő az Ibériai-félszigetre és a Reconquistára összpontosít. |
| Friends and Foes      | 1.7 "Bastion"      | Event Pack     | 2022. szeptember 8.  | A Friends and Foes kiegészítő több mint 100 új eseményt ad a játékhoz, amelyek a karakterek baráti és rivalizáló kapcsolataira összpontosítanak. |
| Tours and Tournaments | 1.9 "Lance"        | Expansion      | 2023. május 11.      | A Tours and Tournaments kiegészítő bevezeti az utazási (travel) és a nagyszabású események (grand activities) rendszereit. |
| Wards and Wardens     | 1.10 "Quill"       | Event Pack     | 2023. augusztus 22.  | A Wards and Wardens kiegészítő új eseményeket hoz a gyermekkor, szülői nevelés és oktatás köré. |
| Legacy of Persia      | 1.11 "Peacock"     | Flavor Pack    | 2023. november 9.    | A Legacy of Persia kiegészítő kibővíti a játékmenetet Perzsia térségében, különös tekintettel az Iráni Köztes Korra (Iranian Intermezzo). |
| Legends of the Dead   | 1.12 "Scythe"      | Core Expansion | 2024. március 4.     | A Legends of the Dead kiegészítő bevezeti a Fekete Halált és más járványokat, amelyek a térképen végigsöpörhetnek. |
| Roads to Power        | 1.13 "Basileus"    | Expansion      | 2024. szeptember 24. | A Roads to Power kiegészítő lehetővé teszi, hogy a játékosok föld nélküli karakterként játszanak, akik beutazzák a térképet és kalandorként szerződéseket vállalnak. |
| Wandering Nobles      | 1.14 "Traverse"    | Event Pack     | 2024. november 4.    | A Wandering Nobles kiegészítő új eseményeket és tevékenységeket vezet be a föld nélküli karakterek számára, tovább bővítve a vándorló nemesek életét és lehetőségeit. |
| Khans of the Steppe   | 1.16 "Chamfron"    | Core Expansion | 2025. április 28.    | A Khans of the Steppe kiegészítő új nomád kormányzati mechanikákat vezet be, amelyek középpontjában az állatállomány kezelése, a többi nomád felett szerzett dominancia megszilárdítása, valamint az eurázsiai sztyeppék változó éghajlatához való alkalmazkodás (vándorlás) áll. További újítások a konföderációk (Confederations) és az adózó államok (Tributaries) rendszere. |

## Fogadtatás
| Összegzőoldal | Értékelés |
| ------------- | --------- |
| Metacritic    | 91/100    |

| Szerző        | Értékelés |
| ------------- | --------- |
| GameSpot      | 8/10      |
| IGN           | 10/10     |
| PC Gamer (US) | 94/100    |
| PCGamesN      | 9/10      |
| Push Square   | 8/10      |
| Shacknews     | 9/10      |
| VentureBeat   | 5/5       |
| VG247         | 5/5       |

A Crusader Kings III a PlayStation 5 és az Xbox Series X/S verziókra a Metacritic értékelésgyűjtő oldal szerint „általában kedvező” értékeléseket kapott, míg a PC-s verzió(k) „univerzális elismerést” kapott.
Leana Hafer, az IGN kritikusa szerint a játék „kiváló stratégiai játék, remek szerepjáték, és mesterkurzus abban, hogyan lehet a meglévő rendszerek legjobb elemeit még mélyebbé és jobbá tenni”. Értékelésében 10/10-es pontszámot adott a játéknak.
Lauren Aitken a VG247-tól szintén tökéletes pontszámot adott a játéknak, és azt írta, hogy a "játék ugyanolyan őrült, kiszámíthatatlan és lenyűgöző, mint elődje."
David Wildgoose a GameSpot-tól a játék procedurális narratíváit dicsérte, és megjegyezte, hogy ritkán találkozhatunk olyan történetekkel, amelyek ilyen hatással és mélységgel bírnak. Ugyanakkor negatívumként megemlítette, hogy „amikor a történetgenerátor nem működik jól, a cselekedeteink unalmasak és inspirálatlanok lehetnek”.

## Fordítás
Ez a szócikk részben vagy egészben  a   Crusader Kings III című angol Wikipédia-szócikk ezen változatának fordításán alapul.  Az eredeti cikk szerkesztőit annak laptörténete sorolja fel. Ez a jelzés csupán a megfogalmazás eredetét és a szerzői jogokat jelzi, nem szolgál a cikkben szereplő információk forrásmegjelöléseként.